# Michael Adelbulner
Michael Adelbulner (* 3. Februar 1702 in Nürnberg; † 21. Juli 1779 in Altdorf) war ein deutscher Mathematiker, Physiker und Astronom.

## Leben
Michael Adelbulner wurde als Sohn des Buchdruckers Johann Ernst Adelbulner in Nürnberg geboren. Nach dem Besuch des Gymnasiums St. Egidien in Nürnberg ging er nach Leipzig, um sich in dem vom Vater gelernten Buchdruckerhandwerk weiterbilden zu lassen. Nebenbei studierte er Humaniora und Philosophie. Nach Aufenthalten in Halle, Magdeburg und Hamburg kehrte er auf Grund des Todes seiner Mutter in seine Heimatstadt zurück. Dort angelangt studierte er bald bei Johann Gabriel Doppelmayr und Johann Leonhard Rost Mathematik und Astronomie. Nach 4 Jahren des Studiums ging er 1725 zur Universität Altdorf, um dort bei Schwarz Humaniora, bei Johann Heinrich Müller höhere Mathematik und bei Michael Kelsch Philosophie zu hören.
1733 begann er auf Anregung des durchreisenden Anders Celsius die erste astronomische Fachzeitschrift herauszugeben, das Mitteilungsblatt zur Förderung der Astronomie (Commercium litterarium ad astronomiae incrementum). Daraufhin wurde er 1735 als auswärtiges Mitglied in die Königlich-Preußische Akademie der Wissenschaften aufgenommen.
Nach dem Tod seines Vaters 1737 und angeregt durch Christoph Jacob Trew und D. Knopf verkaufte er die Buchdruckerei seines Vaters und ging erneut nach Altdorf, um dort bei Jantke und Weiß Medizin zu studieren. 1738 erhielt er den Doktor der Medizin mit der Arbeit Theses medicae physiologico-pathologicae, Pulmonum fabricam, usum, uariaque, quibus affliguntur, incommoda generatim complectentes. 1741 wurde er zum Mitglied der Leopoldina gewählt.
Als 1742 der Altdorfer Professor Michael Kelsch starb, wurde er dessen Nachfolger am Lehrstuhl für Mathematik.

## Werke (Auswahl)
- Commercivm litterarivm ad astronomiae incrementvm inter hvivs scientiae amatores commvni consilio institvtvm. (Digitalisat)
- Theses medicae physiologico-pathologicae pulmonum fabricam, usum ... generatim complectentes. Meyer, Altorf 1738. (Digitalisat)
- Dissertatio astronomica de inaequalitate dierum naturalium. (Resp. Johann Conrad Loehe) Meyer, Altorf 1745. (Digitalisat)
- Anweisung wie die geradlinichten Figuren nach einer [!] gegebenen Verhältnis ohne Rechnung blos Geometrisch auszutheilen sind. Fleischmann, Nürnberg 1767. (Digitalisat)
- Kurze Beschreibung der Barometer und Thermometer auch andern zur Meteorologie gehörigen Instrumenten nebst einer Anweisung wie dieselben zum Vergnügen der Liebhaber, und zum Vortheil des Publici gebraucht werden sollen. Fleischmann, Nürnberg 1768. (Digitalisat)